# Elise Fontane
Elisabeth Charlotte, genannt Elise Fontane  (* 23. April 1838 in Mühlberg; † 14. Juli 1923 in Berlin-Weißensee, auch bekannt als Elise oder Lise Weber) ist die jüngste Schwester Theodor Fontanes. Mit ihren Recherchen und Hinweisen war sie maßgeblich an Fontanes Buch Wanderungen durch die Mark Brandenburg beteiligt.

## Leben
Elisabeth Charlotte Fontane war das fünfte und jüngste Kind von Emilie Fontane (geborene Labry) und ihrem Mann, dem Apotheker Louis Henri Fontane. Sie wuchs in Mühlberg auf. Nachdem sich ihre Eltern 1854 getrennt hatten, lebte sie zusammen mit ihrer Mutter in Neuruppin. 1875 heiratete sie den Buchhalter und Versicherungsinspektor Hermann Weber. Sie starb am 14. Juli 1923 in Berlin-Weißensee.

## Beziehung zu Theodor Fontane
Theodor Fontane stand Pate bei der Taufe seiner kleinen Schwester. Er schreibt dazu selber: „Das war eine große Ehre für mich, ging aber mit meiner Dethronisierung durch eben diese Schwester Hand in Hand. Als jüngstes Kind rückte sie selbstverständlich sehr bald in die Lieblingsstellung ein.“
In der Staatsbibliothek zu Berlin existieren 78 an sie adressierte Briefe Theodor Fontanes.

## Bedeutung für die Literatur
Neben den Briefen an seine Schwester, hat Fontane auch ein Gedicht an seine Schwester geschrieben: An Lischen. Es war einem Brief an seine Mutter vom 31. Dezember 1860 beigefügt.
Für Fontanes Wanderungen durch die Mark Brandenburg hat Elise vor Ort recherchiert.
Durch eine Erzählung inspirierte sie den Schriftsteller Paul Heyse zu seinem Buch "Der Roman der Stiftsdame".

## Belege
1. ↑  Theodor Fontane: Meine Kinderjahre. In: Gesammelte Werke. idb, 2016, ISBN 978-3-96055-167-6, S. 7773.
2. ↑  Suche. Abgerufen am 23. Juni 2019.
3. ↑  An Lischen (Fontane). In: Wikisource. Abgerufen am 27. Juni 2019.
4. ↑  Hädecke, Wolfgang: Theodor Fontane. Biographie. Deutscher Taschenbuchverlag GmbH & Co.Kg, München 2002, ISBN 3-423-30819-2, S. 191.
5. ↑  Christine von Brühl: Gerade dadurch sind sie mir lieb. Aufbau Verlag, Berlin 2018, ISBN 978-3-8412-1615-1, S. 61.
6. ↑  Der Roman der Stiftsdame. In: openlibrary.org. Abgerufen am 17. April 2021.

| Personendaten    | Personendaten                      |
| ---------------- | ---------------------------------- |
| NAME             | Fontane, Elise                     |
| ALTERNATIVNAMEN  | Charlotte, Elisabeth; Weber, Lise  |
| KURZBESCHREIBUNG | jüngste Schwester Theodor Fontanes |
| GEBURTSDATUM     | 23. April 1838                     |
| GEBURTSORT       | Mühlberg                           |
| STERBEDATUM      | 14. Juli 1923                      |
| STERBEORT        | Berlin-Weißensee                   |